# 加菲尔德圆环

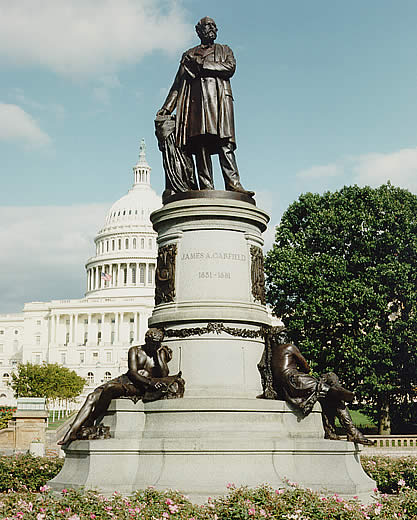
加菲尔德圆环中心的詹姆斯·艾布拉姆·加菲尔德雕塑

加菲尔德圆环（Garfield Circle）是华盛顿哥伦比亚特区西南区的一个交通环岛，位于马里兰大道和1街交汇处，毗邻国会倒影池（Capitol Reflection Pool）、国会大厦旅游售票处和美国植物园。
38°53′20″N 77°00′44″W / 38.889°N 77.0123°W